# 여전론
여전론은 정약용등이 주장한 바 있는 토지 정책이다. 토지에 여(이문 여,閭)를 남겨 농민들이 공동 노동, 공동 분배하자는 주장이다